# ラルフ・ド・スタッフォード (初代スタッフォード伯)

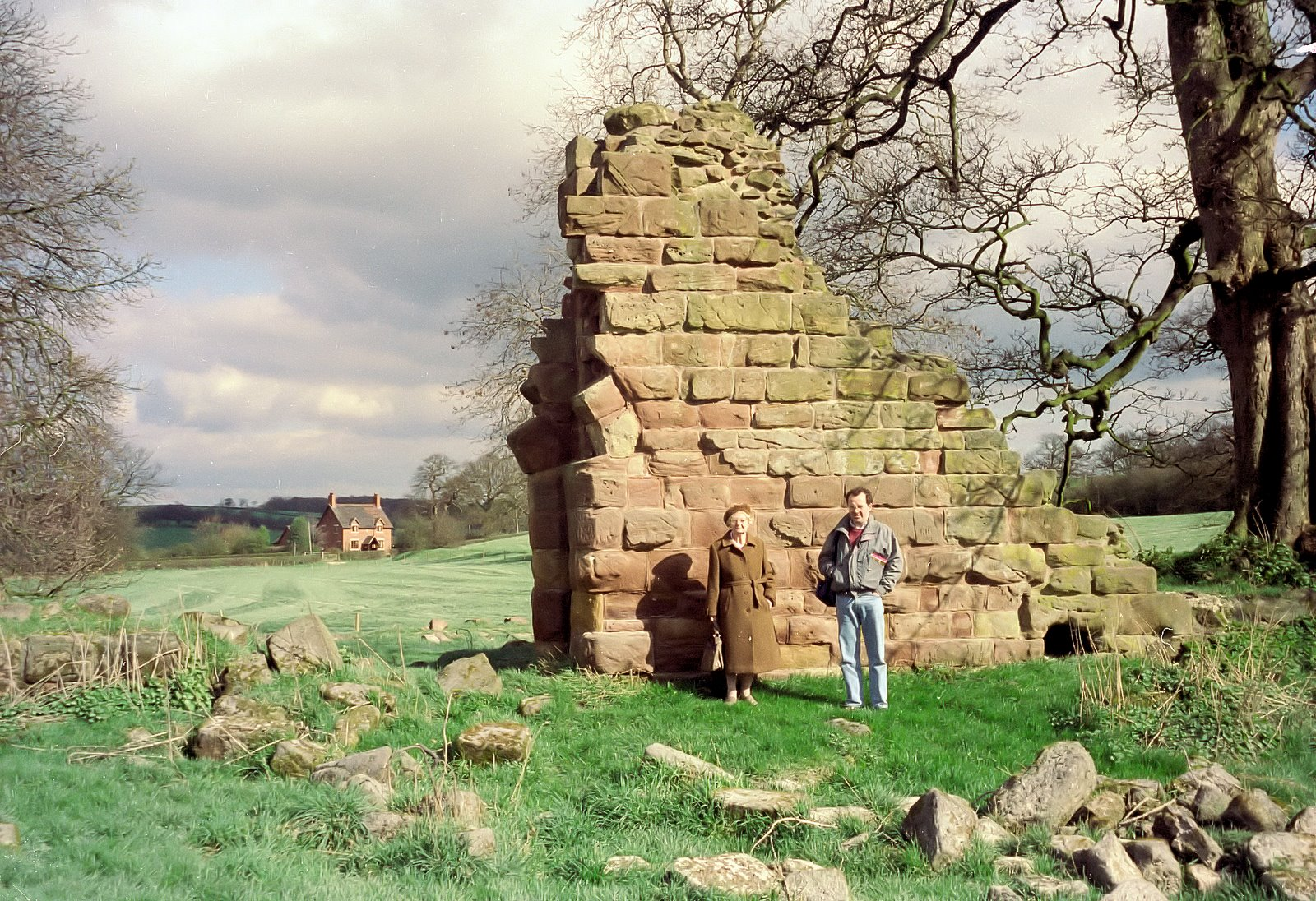
スタッフォードシャーのマデリー城の遺跡。現在は「マデリー・オールド・マナー」として知られている。初代伯は、1347/8年2月にスタッフォード城とともにこの城に銃眼を付ける許可を得て、「城を造る」ことになった。北端に落とし格子の溝と面取りされたアーチがある外部出入口を備えた赤砂岩の切石ブロック。これは初代伯の城の西側の外壁と出入り口の一部であったと考えられている。

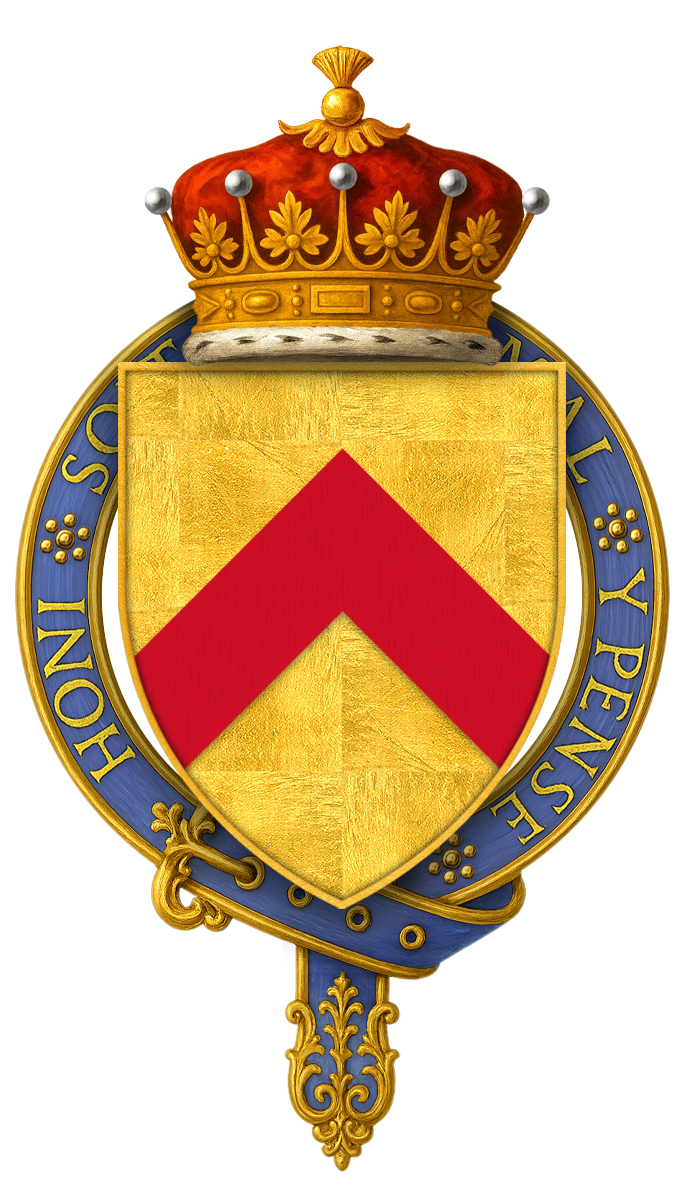
ラルフ・ド・スタッフォードの紋章

初代スタッフォード伯爵ラルフ・ド・スタッフォード（英: Ralph de Stafford, 1st Earl of Stafford KG、 1301年9月24日 - 1372年8月31日）は、スタッフォードシャーのスタッフォード城とマデリー城に居を構えたイングランド貴族であり、フランスとの百年戦争において活躍した。

## 生い立ちと家族
1301年9月24日、初代スタッフォード男爵エドマンド・ド・スタッフォードとマーガレット・バセットの息子として生まれた。7歳で父エドマンドを亡くしたラルフは、母の2番目の夫トマス・パイプや母の親戚とともにミッドランドで育てられた。ラルフは、第2代バセット卿ラルフの従者に加わったときに、兄弟や継父とともに王室に初めて仕えることとなった。

## 経歴
ラルフは1327年に騎士に叙せられ、その後すぐにスコットランド軍と戦った。イングランド王エドワード3世をロジャー・モーティマーの影響下から解放する計画に加わり、国王の信頼を得た。1332年の夏までにスタッフォードシャーの治安判事となり、国王の命で海外に出向くなど、初代グロスター伯ヒュー・ド・オードリーに随行した。また、1332年8月11日のダップリン・ムーアの戦いや、さらに3回のスコットランド遠征で弓兵を指揮し、スコットランド軍と戦った。
1336年11月29日にスタッフォード卿として初めて議会に召集され、1350年まで出席した。
1338年にはエドワード3世に随伴してフランスに赴き、顧問として従軍し、1340年6月24日のスロイスの海戦にも参加した。また、ブレストの救援やモルレーの包囲戦にも参加した。ヴァンヌで捕虜となったが、マレストロワでの休戦交渉の際に解放された。
1341年1月6日、ラルフは王室執事長に任命されたが、1345年3月29日にその職を辞し、フランスにおけるイギリス領アキテーヌのセネシャルに就任し、約1年間そこに留まった。また、1345年のガスコーニュ戦役に参加し、ベルジュラックとオーブロッシェの戦い、エギュイヨンの包囲戦（包囲戦が終わる前にそこから脱出）、バルフルールへの襲撃、そして1346年8月26日のクレシーの戦いに参加した。1348年にガーター騎士団の26人の創設メンバーの1人となり、騎士団の5番目の騎士となった。
1347年11月、妻の父である初代グロスター伯ヒュー・ド・オードリーが死去。ラルフらは王に臣従の礼を取ることなく自身の領地を所有することができ、これは彼らの関係を示すものであった。ラルフは、もともと保持していた領地に加えフランスでの戦争において多くの領地を獲得し、非常に裕福な貴族となった。
エドワード3世は、軍司令官を称え、自身の即位の節目を記念して、いくつかの新しい貴族の称号を創設した。ラルフは1350年3月5日に初代スタッフォード伯爵に叙せられ、1,000マルクの年俸を受けた。ラルフは初代ランカスター公ヘンリー・オブ・グロスモントに代わりガスコーニュにおける国王の副官となった。ラルフは自費で200人の兵士を率いて出征することを約束し、1353年3月には国王の費用で倍増される見込みであった。この作戦で数人の捕虜が解放されたが、結局は失敗に終わり、エドワード黒太子が指揮官に任命された。
ラルフは60歳になっても引き続き軍を指揮し、1361年にはフランスとアイルランドの両方で国王特使として活動し、イングランドの支配権回復を目指してライオネル・オブ・アントワープに同行した。
1372年8月31日にケントのトンブリッジ城で亡くなり、トンブリッジ修道院の2番目の妻とその両親の隣に埋葬された。

## 結婚と子女
1326年ごろ、ラルフはキャサリン・ド・ハスタングと結婚した。キャサリンは、スタッフォードシャーのチェブシーの騎士サー・ジョン・ド・ハスタングの娘であった。夫妻の間には2人の娘が生まれた。
- マーガレット・スタッフォード - 「ブルームシュル」（スタッフォードシャー州アトックゼター近郊のブラムシャル[8][9][10][11]）およびウスターシャーのオールド・スウィンフォード教区のアンブルコートの騎士サー・ジョン・ド・スタッフォードと結婚し[12]、ドーセットのフックのスタッフォード、ウィルトシャーのサウスウィックのスタッフォード、ウスターシャーのグラフトンのスタッフォードなど、いくつかの有名なスタッフォード家の祖先となった。
- ジョーン・スタッフォード - 騎士サー・ニコラス・ド・ベケと結婚

その後、第2代オードリー女男爵マーガレット・ド・オードリーを誘拐し結婚した。マーガレットは初代グロスター伯ヒュー・ド・オードリーとマーガレット・ド・クレアの娘で、少なくとも年収が2,314ポンドあり、これはラルフ自身の財産の10倍以上であった。マーガレットの両親はイングランド王エドワード3世に苦情を申し立てたが、国王はラルフの行動を支持した。国王は補償としてヒューを初代グロスター伯に叙爵することでヒューとマーガレットの夫妻をなだめた。マーガレット・ド・オードリーとラルフは1336年7月6日までに結婚し、その後2男4女をもうけた。
- ラルフ（1347年没） - 1344年にランカスター公ヘンリー・オブ・グロスモントとイザベル・ド・ボーモントの娘モード・オブ・ランカスターと結婚[5][13]。
- ヒュー（1336年ごろ、イングランドのスタッフォードシャー生まれ - 1386年） - 第2代スタッフォード伯。フィリッパ・ド・ビーチャムと結婚。バッキンガム公家（1444年創設）の祖[13]。
- エリザベス（1340年ごろ、イングランドのスタッフォードシャー生まれ - 1376年8月7日） - 最初にフルク・ル・ストレンジと結婚[13]、2番目に第4代チャートリーのフェラーズ男爵ジョン・ド・フェラーズと結婚、3番目に第4代コバム男爵レジナルド・ド・コバムと結婚した[14]。
- ベアトリス（1341年ごろ、イングランドのスタッフォードシャー生まれ - 1415年） - 1350年に第2代デズモンド伯モーリス・フィッツジェラルド（1358年6月没）と最初に結婚、2番目にヘルムズリーのド・ロス男爵トーマス・ド・ロスと結婚、3番目にサー・リチャード・バーリーと結婚[13]。
- ジョーン（1344年にイングランドのスタッフォードシャー生まれ - 1397年） - 最初に第3代チャールトン男爵ジョン・チャールトンと結婚[13]、2番目に第3代タルボット男爵ギルバート・タルボットと結婚[15]。
- キャサリン（1348年ごろ、イングランドのスタッフォードシャー生まれ - 1361年12月） - 1357年12月25日、スタッフォードシャーのダドリー城の城主で騎士のサー・ジョン・サットン3世（1339年 - 1370年または1376年ごろ）と結婚した[16]。バークは、キャサリンは子供を残さずに亡くなったと記している[17]。しかし、バークはしばしば誤りや不完全な記述をしており、実際にはキャサリンは第3代ダドリーのサットン男爵ジョン・サットンの母親であり、おそらく出産中に亡くなった[18]。